# Liste des personnes citées dans les Panama Papers
Pour un article plus général, voir Panama Papers.

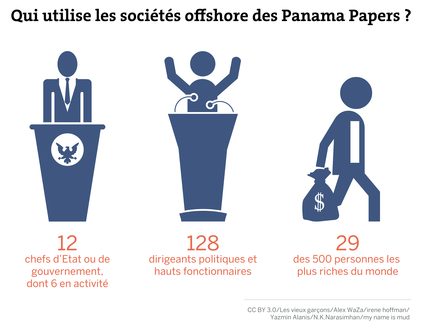
Infographie publiée par Le Monde en avril 2016, montrant une partie des personnalités concernées par les révélations des « Panama Papers ».

Pays impliqués dans les Panama Papers.

Cet article recense les individus cités dans les Panama Papers, en tant qu'actionnaires ou directeurs de sociétés extraterritoriales.

## Chefs d'État et de gouvernement

### En fonction au moment de la publication des Panama Papers (3 avril 2016)
- Arabie saoudite : Salmane ben Abdelaziz Al Saoud, roi d'Arabie saoudite[1] ;
- Argentine : Mauricio Macri, président de l'Argentine[1] ;
- Émirats arabes unis : Khalifa ben Zayed Al Nahyane, président des Émirats arabes unis et émir d'Abou Dabi[1] ;
- Islande : Sigmundur Davíð Gunnlaugsson, premier ministre de l'Islande[1] ; à la suite du scandale, il démissionne le 5 avril 2016[2] ;
- Pakistan : Nawaz Sharif, premier ministre du Pakistan[3], destitué le 28 juillet 2017 ;
- Ukraine : Petro Porochenko, président de l'Ukraine[1].

### Anciennement en fonction
- Argentine : Néstor Kirchner, ancien président de l'Argentine (décédé en 2010), et son épouse Cristina Fernández de Kirchner[4] ;
- Belgique : Jean-Luc Dehaene, né en France, ex-Premier ministre de Belgique (décédé en 2014)[5] ;
- Géorgie : Bidzina Ivanichvili, ex-Premier ministre de la Géorgie[1] ;
- Irak : Iyad Allaoui, ex-Premier ministre de l'Irak[1] ;
- Jordanie : Ali Abou Al-Ragheb, ex-Premier ministre de la Jordanie[1] ;
- Moldavie : Ion Sturza, ex-Premier ministre de la Moldavie[6],[7],[8] ;
- Qatar : Hamad ben Khalifa Al Thani, ex-émir du Qatar[1] ;
- Qatar : Hamad ben Jassem Al Thani, ex-Premier ministre du Qatar[1] ;
- Soudan : Ahmed al-Mirghani, ex-président du Soudan (décédé en 2008)[1] ;
- Ukraine : Pavlo Lazarenko, ex-Premier ministre de l'Ukraine[1].

## Autres personnalités politiques
Algérie
- Abdeslam Bouchouareb, ministre de l'Industrie et des Mines[1] ;
- Ali Benouari, ancien ministre du Trésor[9].

 Angola
- José Maria Botelho de Vasconcelos, ministre du Pétrole[1] ;

 Arabie saoudite
- Mohammed ben Nayef Al Saoud, prince héritier et ministre de l'Intérieur[10] ;
- Salman ben Abdelaziz ben Salman Al Saud, prince et membre de la famille royale saoudienne

 Argentine
- Néstor Grindetti, maire de Lanús[1] ;

 Belgique
- Brigitte Ernst de la Graete, ex-députée européenne pour les Verts (1989-1994), ancienne secrétaire fédérale d’Ecolo (1999 à 2002), ex-échevine à Liège : alors qu’elle siégeait toujours au conseil communal liégeois, cette militante Ecolo de la première heure a créé, en décembre 2013 avec des proches et des membres de sa famille, une société d’investissement maltaise en lien avec quelques-uns des paradis fiscaux les plus zélés de la planète [11]

 Botswana
- Ian Kirby (en), président de la Cour d'appel du Botswana et ancien procureur général[1] ;

 Brésil
- Joaquim Barbosa, ancien président du Tribunal suprême fédéral[12] ;
- Newton Cardoso Jr., membre de la Chambre des députés[13] ;
- Eduardo Cunha, président de la Chambre des députés[14] ;
- Edison Lobão, membre du Sénat et ancien Ministère des Mines et de l'Énergie du Brésil[14] ;
- João Lyra, membre de la Chambre des députés[1] ;

 Cambodge
- Ang Vong Vathana, ministre de la Justice[15] ;

 Chili
- Alfredo Ovalle Rodríguez (es), ancien président de l'organisation patronale Confederación de la Producción y del Comercio (es)[1] ;

 République démocratique du Congo
- Jaynet Kabila, membre de l'Assemblée nationale, fille de l'ex-président Laurent-Désiré Kabila et sœur de l'ex-président Joseph Kabila[16] ;

 République du Congo
- Bruno Itoua, ministre de la Recherche scientifique et des Innovations techniques et ancien président de la SNPC[1] ;

 Corée du Nord
- Kim Chol Sam, représentant de la Daedong Credit Bank à Dalian et présumé haut fonctionnaire du régime[17],[18],[19] ;

 Équateur
- Galo Chiriboga (en), procureur général ;

 Espagne
- José Manuel Soria, ministre de l'Industrie. Il démissionne le 15 avril 2016[20]

 France
- Patrick Balkany, député Les Républicains de la cinquième circonscription des Hauts-de-Seine, maire de Levallois-Perret, et son épouse Isabelle[21] ;
- Jérôme Cahuzac, ancien ministre du Budget sous François Hollande[1] ;
- Jean-Noël Guérini, ancien président de la fédération socialiste des Bouches-du-Rhône, sénateur des Bouches-du-Rhône[22] ;
- Jean-Marie Le Pen, ex-président d'honneur du Front national[23] ;

 Grèce
- Stavros Papastavrou (en), conseiller des anciens Premiers ministres Kóstas Karamanlís et Antónis Samarás[1] ;

 Hongrie
- Zsolt Horváth (en), ancien membre de l'Assemblée nationale[24] ;

 Inde
- Anurag Kejriwal, ancien président du Lok Satta Party (en) (Delhi)[1] ;
- Anil Vasudev Salgaocar, baron des mines et ancien membre de l'Assemblée législative Goa[25] ;

 Islande
- Bjarni Benediktsson, ministre des Finances[1] ;
- Júlíus Vífill Ingvarsson, membre du conseil municipal de Reykjavík qui démissionne le 5 avril 2016[26] ;
- Ólöf Nordal, ministre de l'Intérieur[27] ;

 Lettonie
- Aivars Lembergs, maire de Ventspils[28]

 Kenya
- Kalpana Rawal, vice-président de la Cour suprême[1] ;

 Malte
- Konrad Mizzi, ministre de l'Énergie et de la Santé[1],[29] ;
- Keith Schembri, chef de cabinet du premier ministre[30],[29] ;

 Nigeria
- Atiku Abubakar, ancien vice-président du Nigeria[31] ;
- James Ibori, ancien gouverneur de l'État du Delta[1] ;

 Palestine
- Mohammad Mustafa, président du fonds souverain palestinien (Palestine Investment Fund), proche ami du président de l’Autorité palestinienne Mahmoud Abbas. Ancien cadre supérieur de la Banque mondiale, il a occupé les postes de vice-Premier ministre chargé des affaires économiques et ministre de l’Économie nationale[1] ;
- Khaled Osseili, ancien maire d'Hébron[32] ;

 Panama
- Riccardo Francolini, ancien président de la Savings Bank, appartenant à l'État[1] ;

 Pérou
- César Almeyda, directeur du National Intelligence Service[1] ;

 Pologne
- Paweł Piskorski, ancien président (maire) de Varsovie[1] ;

 Royaume-Uni
- Michael Ashcroft, membre de la Chambre des lords[33] ;
- Michael Mates (en), ancien membre de la Chambre des communes[34] ;
- Pamela Sharples, membre de la Chambre des lords[35] ;

 Suède
- Frank Belfrage, ancien diplomate et ancien chef de cabinet ministériel des affaires étrangères suédois[36] ;

 Suisse
- Mauro Poggia, Conseiller d'État du canton de Genève[37],[38] ;

 Venezuela
- Victor Cruz Weffer, commandant en chef des forces armées vénézuéliennes (2001) ; président du Fonds national de développement urbain (2000-2001)[39] ;
- Adrián José Velásquez Figueroa, ancien chef de la sécurité du palais présidentiel de Miraflores et sa femme, Claudia Patricia Díaz (tous deux proches de Chavez)[40],[41],[42] ;

 Zambie
- Attan Shansonga, ancien ambassadeur aux États-Unis[43].

## Parents et/ou associés de membres de gouvernement
Algérie
- Tewfik Bendjedid, fils de l'ancien président Chadli Bendjedid[44];

 Afrique du Sud
- Clive Khulubuse Zuma, neveu du président Jacob Zuma[45] ;

 Argentine
- Daniel Muñoz, assistant des anciens présidents Cristina Fernández de Kirchner et Néstor Kirchner[1] ;
- Alessandra Minnicelli, épouse du député national et ancien ministre de la planification et d'investissement public Julio de Vido[46] ;

 Azerbaïdjan
- Mehriban Alieva, Leyla Alieva, Arzu Alieva, Heydar Aliev et Sevil Alieva, membres de la famille du président Ilham Aliev[1]

 Belgique
- Brigitte Ernst de la Graete, ex-députée européenne pour les Verts (1989-1994), ancienne secrétaire fédérale d’Ecolo (1999 à 2002), ex-échevine à Liège : alors qu’elle siégeait toujours au conseil communal liégeois, cette militante Ecolo de la première heure a créé, en décembre 2013 avec des proches et des membres de sa famille, une société d’investissement maltaise en lien avec quelques-uns des paradis fiscaux les plus zélés de la planète [11]

 Brésil
- Idalécio de Oliveira, homme d'affaires portugais, suspecté de corruption auprès du président de la Chambre des députés Eduardo Cunha[1] ;

 Canada
- Anthony Merchant, avocat et ancien homme politique, époux de la sénatrice Pana Merchant[47] ;

 Chine
- Patrick Henri Devillers, architecte français, associé d'affaires de Gu Kailai, épouse de l'ancien ministre du Commerce et secrétaire du parti de Chongqing Bo Xilai, également convaincue de meurtre[1] ;
- Chen Dongsheng beau-petit-fils de Mao[48] ;
- Hu Dehua, fils de l'ancien secrétaire général du PCC Hu Yaobang[49] ;
- Deng Jiagui (邓家贵), beau-frère de Xi Jinping, secrétaire général du Parti communiste chinois[1] ;
- Jasmine Li (李紫丹), petite-fille de l'ancien président de la Conférence consultative politique du peuple chinois Jia Qinglin[1] ;
- Jia Liping, belle-fille du membre du Comité permanent du Politburo Liu Yunshan et fille de l'ancien procureur général de la république populaire de Chine Jia Chunwang[48] ;
- Lee Shing Put, beau-fils du membre du Comité permanent du Politburo Zhang Gaoli[48] ;
- Li Xiaolin, fille de l'ancien Premier ministre de la république populaire de Chine Li Peng[1] ;
- Zeng Qinghuai, frère de l'ancien vice-président Zeng Qinghong[48] ;

 Corée du Sud
- Ro Jae-Hun (ko), fils de l'ancien président Roh Tae-woo[50] ;

 Côte d'Ivoire
- Jean-Claude N'Da Ametchi, associé de l'ancien président Laurent Gbagbo[1] ;

 Égypte
- Alaa Moubarak, fils de l'ancien président Hosni Moubarak[1] ;

 Équateur
- Pedro Delgado Campaña (en), cousin de Rafael Correa, président de l'Équateur, et ancien gouverneur de la Banque centrale de l'Équateur[1] ;
- Javier Molina Bonilla, ancien conseiller du directeur du National Intelligence Secretariat (en) Rommy Vallej[1] ;

 Espagne
- Micaela Domecq Solís-Beaumont, épouse de Miguel Arias Cañete, commissaire européen à l'Énergie et à l'action pour le climat et à l'Énergie et ancien ministre de l'Agriculture, de l'Alimentation et de l'Environnement[51] ;
- Oleguer Pujol, fils de Jordi Pujol i Soley, ancien président de la Généralité de Catalogne[52] ;

 États-Unis
- Gabrielle Fialkoff, directrice financière de la campagne sénatoriale en 2010 de Hillary Clinton et grande donatrice de sa campagne présidentielle en 2016[53] ;

 France
- Cécilia Attias, ex-épouse de l'ancien président Nicolas Sarkozy[54] ;
- Arnaud Claude, avocat associé de l'ancien président Nicolas Sarkozy[55] ;

 Ghana
- John Addo Kufuor, fils de l'ancien président John Kufuor[1] ;

 Guinée
- Mamadie Touré, veuve de l'ancien président Lansana Conté[1] ;

 Honduras
- César Rosenthal, fils de l'ancien vice-président Jaime Rosenthal[1] ;

 Inde
- Rajendra Patil, beau-fils de Shamanur Shivashankarappa, ministre de l'État de Karnataka et homme d'affaires[56] ;
- Jehangir Soli Sorabjee, fils de l'ancien procureur général Soli Sorabjee[56] ;
- Harish Salve, ancien solliciteur général d'Inde et fils de Narendra Kumar Salve (en), ancien membre du Congrès national[56] ;

 Irlande
- Frank Flannery, consultant politique et ancien directeur stratégique du parti Fine Gael[57] ;

 Islande
- La belle-famille du président islandais Ólafur Ragnar Grímsson[58] ;

 Israël
- Dov Weisglass, l'un des anciens conseillers du Premier ministre Ariel Sharon[59];

 Italie
- Giuseppe Donaldo Nicosia, condamné pour corruption aux côtés de l'ancien sénateur Marcello Dell'Utri[1] ;

 Kazakhstan
- Nourali Aliev, petit-fils du président Noursoultan Nazarbaïev[1] ;

 Madagascar
- Maminiaina Ravatomanga, homme d'affaires malgache, propriétaire du groupe Sodiat et proche conseiller du président Andry Rajoelina[60] ;

 Malaisie
- Mohd Nazifuddin Najib, fils du Premier ministre Najib Razak[1] ;

 Maroc
- Mounir Majidi, homme d’affaires et entrepreneur, secrétaire particulier du roi Mohammed VI du Maroc depuis 2000[1] ;

 Mexique
- Juan Armando Hinojosa, « contractant préféré » du président Enrique Peña Nieto[1] ;

 Nations unies
- Kojo Annan, ghanéen, fils de l'ancien secrétaire général Kofi Annan[1]

 Pakistan
- Maryam Nawaz, Hasan Nawaz Sharif et Hussain Nawaz Sharif, fils du Premier ministre Nawaz Sharif[1] ;

 Palestine
- Tareq Abbas, fils de Mahmoud Abbas, chef de l'Autorité Palestinienne[61] ;
- Mohammad Mustafa, conseiller économique de Mahmoud Abbas[59];
- Khaled Osseili, maire d'Hébron depuis 2007[59];
- Mohammed Rashid, ancien conseiller et manager financier de Yasser Arafat[32] ;

 Royaume-Uni
- Ian Donald Cameron (en) père de l’ex Premier ministre David Cameron[62],[63],[64] ;
- Mark Thatcher, fils de Margaret Thatcher[65] ;

 Russie
- Arkadi et Boris Rotenberg, amis du président Vladimir Poutine[1] ;

 Sénégal
- Pierre Goudiaby Atepa, architecte et conseiller spécial de l’ex-président du Sénégal Abdoulaye Wade[66] ;
- Mamadou Pouye, ami de Karim Wade, lui-même fils de l'ancien président Abdoulaye Wade[67] ;
- Seydou Kane, homme d'affaires conseiller spécial du président de la République Macky Sall[68] ;

 Syrie
- Rami et Hafez Makhlouf, cousins du président Bachar el-Assad[1].

## Membres de familles royales
Espagne
- Pilar de Borbón, duchesse de Badajoz, sœur de l'ancien roi, Juan Carlos[69] ;
- Iñaki Urdangarin, ancien duc consort de Palma de Majorque, époux de l'Infante Cristina[70] ;

 Royaume-Uni
- Sarah Ferguson, duchesse d’York, ex-épouse du Prince Andrew[65] ;

## Hommes d'affaires
Algérie
- Zoubir Bererhi et son fils Jawed, import export de poudre de lait[71].
- Ali Haddad homme d'affaires, PDG de l'Entreprise des travaux routiers, hydrauliques et bâtiments (ETRHB Groupe Haddad)[72].
- Issad Rebrab, homme d'affaires, PDG du groupe Cevital.

 Allemagne
- Werner Mauss (en), homme d'affaires[73] ;
- Anton Pohlmann (de), homme d'affaires allemand[73] ;

 Argentine
- Luis Saguier, directeur du groupe de presse La Nación S.A[74].

 Autriche
- Michael Grahammer, patron de la banque régionale autrichienne Hypo Vorarlberg[75] ;

 Belgique
- Didier Bellens, ancien patron de Belgacom (décédé en 2016)[76] ;
- La famille Brackx, propriétaire de l'hôtel Belroy et actionnaire de Jet Air[77].
- Patokh Chodiev, milliardaire, et deux de ses proches : Alexander Machkevitch et Alijan Ibragimov[78] ;
- Stefaan Decraene, membre du comité exécutif du Groupe BNP Paribas[5] ;
- Léon-François Deferm, homme d'affaires liégeois lié à Guy Mathot, inculpé au côté d'Alain Mathot dans le dossier Intradel-Innova[75] ;
- Dimitrios Kestekoglou, PDG de la chocolaterie belge Leonidas et héritier d'une des 500 familles les plus riches de Belgique[77] ;
- Axel Miller, administrateur délégué du groupe Dexia depuis 2006[5] ;
- François Narmon, vice-président du CA de la Banque Internationale à Luxembourg[5] ;
- Lievens et Marc Santens et leurs familles, détentrices du groupe flamand Santens, un des plus importants fournisseurs de tissus-éponges et de linge de maison en Europe[75] ;
- Eric Swenden, membre du conseil d'Uteron Pharma[79] ;
- Famille de Spoelberch, un grand actionnaire du groupe brassicole AB InBev[80] ;
- Willy Verdonck, ancien concessionnaire des casinos d'Ostende, Spa et Chaudfontaine, et sa famille, propriétaire de sociétés fournissant l'armée belge[81].

 Brésil
- Hommes d'affaires et cadres dirigeants brésiliens liés au scandale Petrobras[82] :
  - Carlos de Queiroz Galvão,
  - Milton de Oliveira Lyra Filho,
  - Luiz Eduardo da Rocha Soares,
  - Carlos Eduardo Schahin,
  - Jésus Murilo Vale Mendes,
  - Ângelo Marcus de Lima Cota,
  - Jefferson Eustáquio ;

 Chine,  États-Unis
- Benjamin Wey, financier sino-américain et président de New York Global Group[83] ;

 Colombie
- Hollman Carranza Carranza, hommes d'affaires, fils de Víctor Carranza[84] ;

 République du Congo
- Lucien Ebata, homme d'affaires, dirigeant d'Orion Oil et Forbes Afrique[85]

 États-Unis
- Joseph Nakash, homme d'affaires et sa famille[86] ;
- Igor Olenicoff, milliardaire[83] ;
- Marc Rich, homme d'affaires condamné par la justice américaine et gracié par Bill Clinton[87] ;

 Équateur
- De Buck, homme d'affaires ;

 Espagne
- Juan Luis Cebrián, président du groupe de presse Prisa (El País)[88] ;

 France
- Gérard Autajon, homme d'affaires, patron du groupe homonyme d’emballage[89] ;
- Alex Bongrain, PDG de Savencia Fromage & Dairy, deuxième groupe fromager français (Caprice des Dieux, Elle & Vire, Cœur de Lion) et sa famille[90],[91] ;
- Frédéric Chatillon, homme d'affaires, proche de Marine Le Pen et du Front national[92] ;
- Patrick Drahi, homme d'affaires franco-israélien, 57e fortune française en 2015 selon Forbes, président d'Altice et actionnaire de BFM TV, L'Express, Libération[93] ;
- Paul Dubrule, cofondateur du groupe Accor et ancien sénateur et maire (UMP)[94] ;
- Salim Eddé, homme d’affaires libanais[94] ;
- Philippe Foriel-Destezet, fondateur d'Ecco, l’ancêtre d’Adecco, 690e fortune française en 2015 selon Forbes[94] ;
- Olivier Ginon, président de GL Events, gestionnaire du Palais Acropolis de Nice[95] ;
- Jacques Glénat, éditeur et président du groupe Glénat[94] ;
- André Guelfi dit « Dédé la Sardine », homme d'affaires[22] ;
- Richard Hennessy, de la famille Hennessy (LVMH)[94] ;
- Marcel Hermann, Pdg du groupe Medipole Partenaires, troisième opérateur de santé privé en France[96] ;
- Robert Louis-Dreyfus, (décédé en 2009), homme d'affaires propriétaire de l'Olympique de Marseille[97] ;
- Frédéric Oudéa, PDG de la Société générale[98] ;
- Pierre Papillaud, PDG du Groupe Alma[94] ;
- Didier Primat et sa famille, héritière de la société Schlumberger[90] ;
- Michel Reybier, homme d'affaires, 133e fortune française, activités diversifiées; charcuterie (Aoste, Cochonou, Justin Bridou…), hôtellerie de luxe, vin (Château Cos d’Estournel), cliniques suisses de régénération cellulaire (Genolier), soins anti-âge (Nescens)[90] ;
- Iskandar Safa, homme d’affaires français d’origine libanaise, propriétaire de Privinvest et de Valeurs actuelles[99].
- Philippe Santini, ancien directeur de France télévisions publicité[100] ;
- Jean-Denis Sarraquigne, ancien patron du café Sénéquier[101];
- Corinne Vollet Limido, actionnaire majoritaire de l'Association de la jeunesse auxerroise[97],[102] ;
- Roger Zannier, homme d'affaires, activités textiles à Saint-Chamond (groupe Zannier), 125e fortune française[90] ;
- Ziad Takieddine, homme d'affaires franco-libanais, intermédiaire dans des contrats internationaux[103] ;

 France,  Pologne
- Waldemar Kita, homme d'affaires franco-polonais et président du FC Nantes[104],[97] ;

 Inde
- Vinod Adani, homme d'affaires, frère aîné de Gautam Adani, Adani Group[105] ;
- K P Singh, homme d'affaires[106] ;

 Italie
- Rodolfo De Benedetti, patron de presse[107] ;

 Israël
- Jacob Engel, homme d'affaires, African mining industry[108],[109] ;
- Dan Gertler, homme d'affaires[59] ;
- Idan Ofer, homme d'affaires, philanthrope, fondateur de Tanker Pacific[108],[109] ;
- Dov Weissglass, avocat et homme d'affaires[108],[109] ;
- Teddy Sagi, homme d'affaires, fondateur de Playtech[108],[109] ;

 Italie
- Luca Cordero di Montezemolo, homme d'affaires, président d'Alitalia[110],[111],[112] ;

 Madagascar
- Amyne Ismail, homme d'affaires franco-malgache, PDG du groupe Unima[113] ;

 Maroc
- Richard Attias, homme d'affaires marocain et époux de Cécilia Attias[54] ;
- Saâd Bendidi, directeur général délégué du groupe Saham[114] ;
- Miloud Chaâbi, le PDG d'Ynna Holding[114] ;
- Abdelrrazzak Sitail, directeur du quotidien Les Afriques[114] ;
- Kacem Bennani Smires, le PDG du groupe Delassus[114] ;

 Monaco
- David Nahmad, marchand d'art[115]; son Amedeo Modigliani volé est mis sous séquestre par les autorités suisses[116] ;

 Pays-Bas
- Rattan Chadha, homme d'affaires, fondateur de Mexx[117] ;
- Bert Meerstadt, membre du conseil de surveillance de la banque néerlandaise ABN Amro[75] ;

 Québec
- Louise Blouin, propriétaire de Louis Blouin Media, entreprise d'édition de magazines du domaine culturel et artistique, parmi les 25 femmes les plus riches du monde en 2009[118];
- Anthony Gumbiner, homme d'affaires, chairman de Hallman Group[83] ;
- Heather Mills, femme d'affaires, mannequin, ex-épouse de Paul McCartney[119] ;

 Roumanie,  Australie
- Frank Timiș, homme d'affaires australo-roumain exilé à Londres (pétrole), ancien employeur du frère du président du Sénégal, Aliou Sall[120],[121] ;

 Royaume-Uni
- Joseph Lewis (en), homme d'affaires et collectionneur, président du conseil d'administration du groupe Tavistock (en), ancien principal actionnaire de la maison Christie's[122] ;

 Russie
- Elena Baturine, femme d'affaires, épouse de l’ancien maire de Moscou[123] ;
- Dmitri Rybolovlev, homme d'affaires, président de l'AS Monaco[97] ;

 Syrie,  Royaume-Uni
- Soulieman Marouf, homme d'affaires syrio-britannique[124] ;

 Tunisie
- Mohsen Marzouk, homme politique tunisien ;
- Jalel Dalleli, fondateur de la chaîne de télévision TNN[125] ;

 Venezuela
- Jesús Villanueva, ancien directeur de PDVSA[126].

## Culture

### Cinéma
Royaume-Uni
- Emma Watson, actrice[127];

 Chine
- Jackie Chan, acteur[128] ;

 Espagne
- Agustín Almodóvar Caballero, producteur de films espagnol et frère cadet de Pedro Almodóvar[129] ;
- Pedro Almodóvar, réalisateur de films espagnol, scénariste, producteur et ancien acteur[129] ;
- Imanol Arias, acteur[130] ;

 États-Unis
- David Geffen, producteur de musique et de cinéma américain, cocréateur de Dreamworks[131] ;
- Stanley Kubrick, réalisateur américain (décédé en 1999)[65] ;

 Inde
- Amitabh Bachchan, acteur[105] et sa bru Aishwarya Rai Bachchan, actrice indienne et mannequin[105] ;

 Italie
- Carlo Verdone, acteur, scénariste et réalisateur de film[132] ;
- Barbara d'Urso, actrice de télévision et chanteuse[132] ;

 Royaume-Uni
- Simon Cowell, acteur, producteur, scénariste et compositeur[133],[65] ;

 Taïwan
- Nicky Wu, acteur[134].

### Littérature
Pérou
- Mario Vargas Llosa, écrivain et Prix Nobel de littérature[135],[136].

### Musique
Russie
- Sergueï Roldouguine, musicien et proche de Vladimir Poutine[137].

### Art
Chine
- Wang Zhongjun, collectionneur[122] ;

 Espagne
- Marina Ruiz-Picasso, petite-fille de Pablo Picasso et ayant droit[122] ;

 États-Unis
- Ella Fontanals-Cisneros, collectionneuse[122] ;

 Grèce
- Doda Voridis, sœur de l'armateur Basil Goulandris, collectionneuse[122].

### Spectacle
Italie/ Belgique
- Franco Dragone, directeur de théâtre[138].

## Sport

### Organisations internationales
Belgique
- Jacques Rogge, ancien président du Comité international olympique[5].

Des personnes en lien avec la Fédération internationale de football association sont citées :
 Argentine
- Hugo et Mariano Jinkis, hommes d'affaires, également impliqués dans l'affaire de corruption à la FIFA[139] ;

 France
- Michel Platini, ancien président de l'UEFA[139] ;
- Jérôme Valcke, ancien secrétaire général de la FIFA[139] ;

 Italie,  Suisse
- Gianni Infantino, président de la FIFA[140],[141] ;

 Uruguay
- Juan Pedro Damiani (es), membre du comité d'éthique de la FIFA[139] (démissionne le 6 avril)[142] ;

 Uruguay/ États-Unis
- Eugenio Figueredo, ancien président du CONMEBOL et vice-président et membre du comité d'éthique de la FIFA[143] ;

### Sportifs

#### Football
Argentine
- Gabriel Heinze, ancien footballeur, un compte ouvert (avec sa mère) durant les années où il jouait à Manchester United[144] ;
- Lionel Messi, footballeur du FC Barcelone[143] ;
- Leonardo Ulloa, footballeur du CF Pachuca[144] ;

 Belgique
- Fabien Debecq, actionnaire majoritaire du club de football de Charleroi[145] ;

 Brésil
- Willian, footballeur au Chelsea FC[146] ;

 Chili
- Iván Zamorano, ancien footballeur, durant sa période au Real Madrid[147],[148] ;

 Danemark
- Brian Steen Nielsen, ancien footballeur et directeur sportif de Aarhus Gymnastikforening[149] ;
- Marc Rieper, ancien footballeur (AGF Århus, Brøndby IF, West Ham et Celtic Glasgow)[149] ;

 Espagne
- Mattias Asper, Valeri Karpine, Nihat Kahveci, Tayfun Korkut, Darko Kovačević, Gabriel Schürrer et Sander Westerveld, footballeurs, ont eu des comptes créés par la Real Sociedad[144] ;

 Pays-Bas
- Clarence Seedorf, ancien footballeur[150] ;

 Royaume-Uni
- Andy Cole, ancien footballeur[146] ;

 Uruguay
- Diego Forlán, footballeur, et deux de ses proches : sa mère Pilar Corazo et son frère Pablo[151] ;

#### Autres sports
Allemagne
- Nico Rosberg, pilote germano-finlandais de Formule 1 de l'écurie Mercedes AMG Petronas[152] ;

 Espagne
- Àlex Crivillé, ancien pilote de vitesse moto de l'écurie Honda[52] ;

 Italie
- Jarno Trulli, ancien pilote de Formule 1[110] ;

 Royaume-Uni
- Nick Faldo, golfeur professionnel[153] ;

 Roumanie
- Ion Țiriac, ancien joueur de tennis et homme d'affaires[154] ;

## Autres personnalités
Bahamas
- Solomon Humes, évêque. Proche et prête-nom du père de David Cameron[155] ;

 Chili
- Gonzalo Delaveu, président de la branche chilienne de Transparency International (démissionne le 4 avril 2016)[156] ;

 États-Unis
- Marianna Olszewski (en), auteure experte de la finance et « coach de vie »[157] ;
- Olga Santini, représentante du cabinet panaméen Mossack Fonseca à Miami[158] ;

 États-Unis; Canada
- Franck Giustra, donateur de la Fondation Clinton[53] ;

 États-Unis; Chine
- Ng Lap Seng, milliardaire et grand donateur de la Fondation Clinton[87] ;

 États-Unis; Nigeria
- Ronald Chagoury, donateur de la Fondation Clinton[53] ;

 États-Unis; Union soviétique
- Sergei Kurzin, donateur de la Fondation Clinton[53] ;

 France
- Nicolas Crochet, expert-comptable, proche de Marine Le Pen et du Front national[92] ;

 Israël
- Membres du board de la banque israélienne Bank Leumi[108],[109] ;
- Jacob Weinroth, avocat, cofondateur partner de Dr J. Weinroth & Co. Law Office[108],[109] ;

 Luxembourg
- Simone Retter, avocate d'affaires et membre du conseil de la BCL[159] ;

 Québec
- Annette Laroche, administratrice de sociétés off-shore[160] ;
- De Grandpré Chait, cabinet d'avocats à Montréal[161] ;
- Lavery de Billy, cabinet d'avocats québécois[161] ;
- Hélène Mathieu, avocate du Barreau du Québec[162]

 Royaume-Uni
- Edward Troup, directeur du HMRC, l’administration fiscale britannique[163] ;
- Paul Burrell, ex-valet de chambre pour la reine Elizabeth II et ancien majordome de la princesse Diana[65] ;

 Suisse
- Marc Bonnant, avocat genevois[164],[165],[166],[167].

## Renseignement
Allemagne
- Claus Möllner alias Werner Mauss, agent de renseignement allemand[168].

 Arabie saoudite
- Kamal Adham, ancien responsable des renseignements saoudiens[169].
- Adnan Khashoggi, agent de la CIA et milliardaire saoudien[168].

 Espagne
- Francisco Paesa Sanchez, agent secret espagnol[168].

 Grèce
- Sokratis Kokkalis, espion et milliardaire[168].

 Islande
- Loftur Johannesson, agent secret de la CIA et homme d’affaires originaire de Reykjavik[168].

 Iran
- Farhad Azima, iranien et agent de la CIA[168].

 Rwanda
- Emmanuel Ndahiro, général de brigade (depuis 2015) ; directeur de l’agence rwandaise de renseignement (2004-2011)[170].

## Crime organisé
Albanie
- Efraim Diveroli, trafiquant de munitions militaires[171] ;

 Belgique
- Stéphane Bleus, escroc[75] ;

 Guatemala
- Marllory Chacón Rossell, trafiquant de drogue[172] ;

 France
- Jean “Richard” Charbit, escroc[173] ;

 Colombie
- Jorge Milton Cifuentes-Villa, trafiquant de drogue, chef de la Cifuentes-Villa Drug Trafficking Organization et associé de Joaquín « El Chapo » Guzmán[174] ;

 Mexique
- Rafael Caro Quintero, trafiquant de drogue, fondateur du Cartel de Guadalajara[174] ;

 Inde
- Iqbal Mirchi (en)[175] (mort le 14 août 2013), bras droit du criminel le plus recherché d'Inde, Dawood Ibrahim[176] ;

 Royaume-Uni
- Gordon Parry, figure clef du vol du dépôt Brink's Mat en 1983 où 3,5 tonnes d’or ont été dérobées, pour une somme évaluée à 26 millions de dollars (80 millions aujourd'hui). Parry blanchit le butin à travers une société appelée Feberion créée par Mossack Fonseca qui dans une note interne disait connaître la provenance de l'argent de Parry[177],[178],[179].